# Álvaro Morata
Álvaro Borja Morata Martín, 23 de outubro de 1992) é um futebolista espanhol que atua como um centroavante. Atualmente joga no Como, emprestado pelo Milan. Hoje, é capitão da Seleção Espanhola de Futebol

## Carreira

### Real Madrid

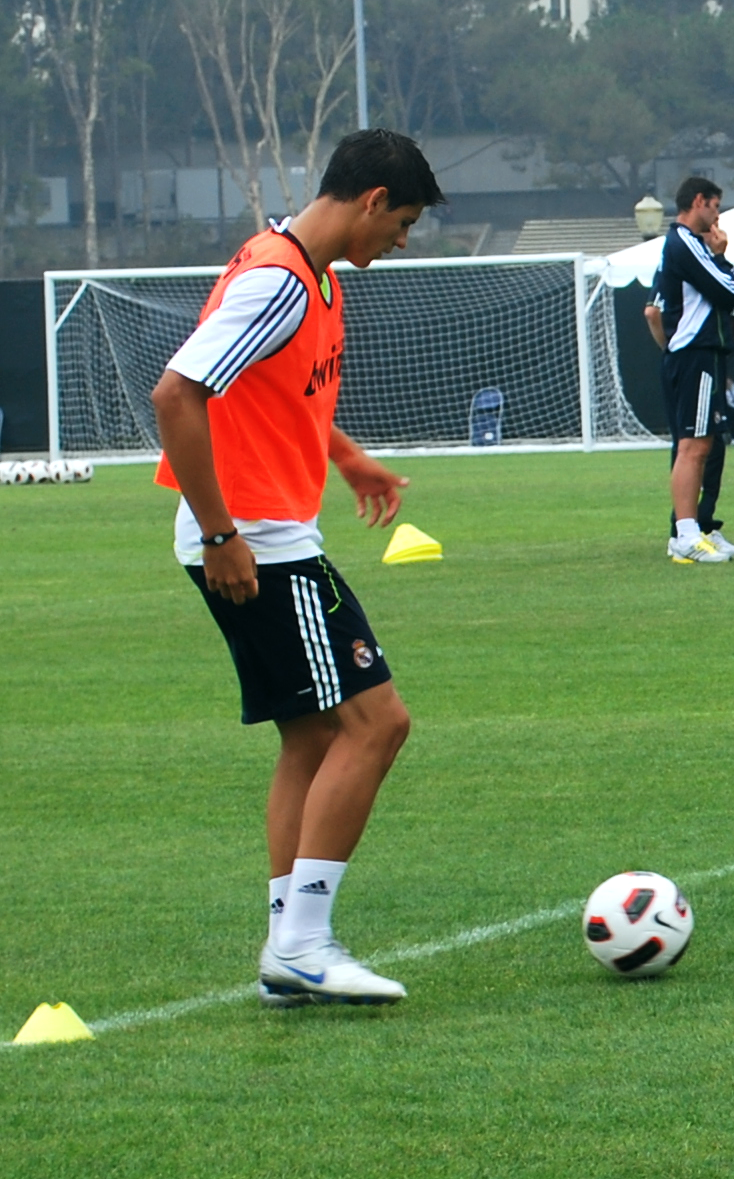
Morata treinando no Real Madrid em 2010

Morata chegou às categorias de base do Real Madrid em 2008 aos 16 anos, vindo do vizinho Getafe. O atacante terminou a sua formação dois anos mais tarde, mas começou a aparecer para o Real Madrid C ainda pelos juniores. Em julho de 2010, depois de uma temporada de sucesso com o Juvenil A onde ganhou dois títulos e marcou 35 gols, foi promovido a equipe B. Mais tarde naquele mês, foi chamado por José Mourinho ao lado de mais quatro colegas para uma pré-temporada nos Estados Unidos.
No dia 15 de agosto de 2010, Morata fez sua estreia com o Real Madrid Castilla em um amistoso contra o Alcorcón, marcando o único gol do jogo. Sua estreia em um jogo oficial veio no dia 29, em uma vitória por 3 a 2 contra o Coruxo, e ele marcou seu primeiro gol oficial num empate em 1 a 1 contra o RSD Alcalá, no dia 31 de outubro.
Já no dia 12 de dezembro de 2010, Morata fez sua estreia na equipe principal do Real Madrid, quando substituiu Ángel Di María no minuto 88 de uma vitória por 3 a 1 contra o Zaragoza. Dez dias depois, ele fez sua estreia na Copa do Rei, também vindo do banco nos últimos minutos. No dia 13 de fevereiro de 2011, Morata marcou o primeiro hat-trick da sua carreira, em uma vitória por 7 a 1 contra o Deportivo La Coruña. Ele terminou sua primeira temporada no Castilla com 14 gols (melhor jogador do elenco, ao lado de Joselu), mas não conseguiu promover o Real Castilla nos playoffs.

### Juventus

#### 2014–15
No dia 18 de julho de 2014, assinou pela Juventus a um custo de vinte milhões de euros, fechando contrato por cinco temporadas.

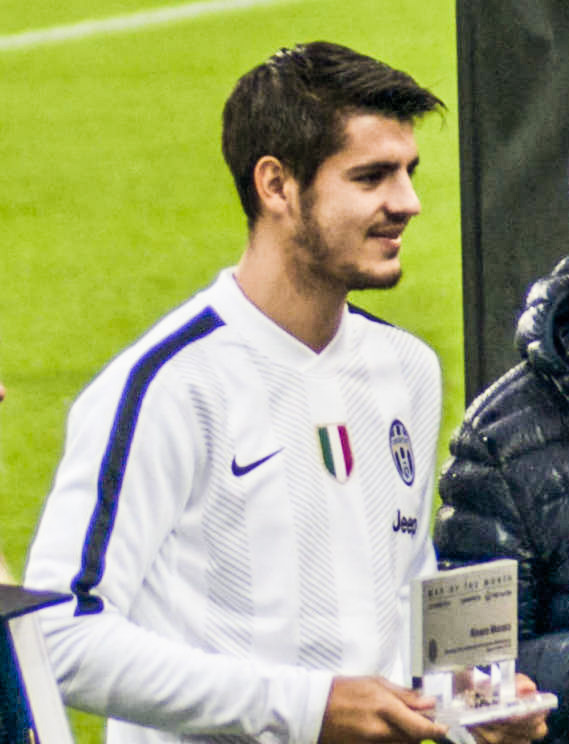
Morata pela Juventus em 2014

Pela equipe da Velha Senhora, ainda que tivesse pouca idade, Álvaro foi um dos destaques da equipe na temporada que a equipe conquistou a Serie A e a Copa da Itália, além de ter conquistado o vice-campeonato na Liga dos Campeões da UEFA e na Supercopa da Itália.
Na semifinal da Liga dos Campeões, marcou gols nas duas partidas contra seu ex-clube, o Real Madrid, que resultou na classificação da Juventus para a final, onde também balançou as redes.

#### 2015–16
Continuando sua boa fase, Morata esteve em campo no time titular durante muitos jogos na campanha da Juventus naquela temporada. Morata só não atuou na Supercopa da Itália de 2015, pois estava lesionado, mas sua equipe conseguiu sagrar-se campeã.
O jogador participou diretamente de 14 gols na Serie A e contribuiu para mais um título de Campeonato Italiano do time de Turim.
Já na Copa da Itália, Morata foi crucial para o título. Além dos dois gols que já havia marcado na competição anteriormente, o centroavante foi o responsável por marcar o gol da vitória da Velha Senhora na prorrogação contra o Milan na final.
Na Liga dos Campeões da UEFA, Morata marcou dois gols na fase de grupos, mas não conseguiu mais balançar as redes e sua equipe foi eliminada nas oitavas de final ao perderem para o Bayern de Munique na prorrogação.

### Retorno ao Real Madrid
No dia 21 de junho de 2016, o Real Madrid anunciou a recompra dos direitos federativos de Álvaro Morata. Insatisfeito com a reserva no clube merengue na temporada de 2016–17, na qual estava com um bom desempenho em relação ao titular Karim Benzema, Morata anunciou sua saída do clube espanhol. Logo após o Real Madrid anunciou a venda do atleta por 66 milhões de euros para o Chelsea, na qual chegou para substituir o atacante Diego Costa.
Na equipe espanhola, naquela temporada, Álvaro sagrou-se campeão da Supercopa da UEFA, Liga dos Campeões da UEFA, La Liga e do Mundial de Clubes.

### Chelsea

#### 2017–18

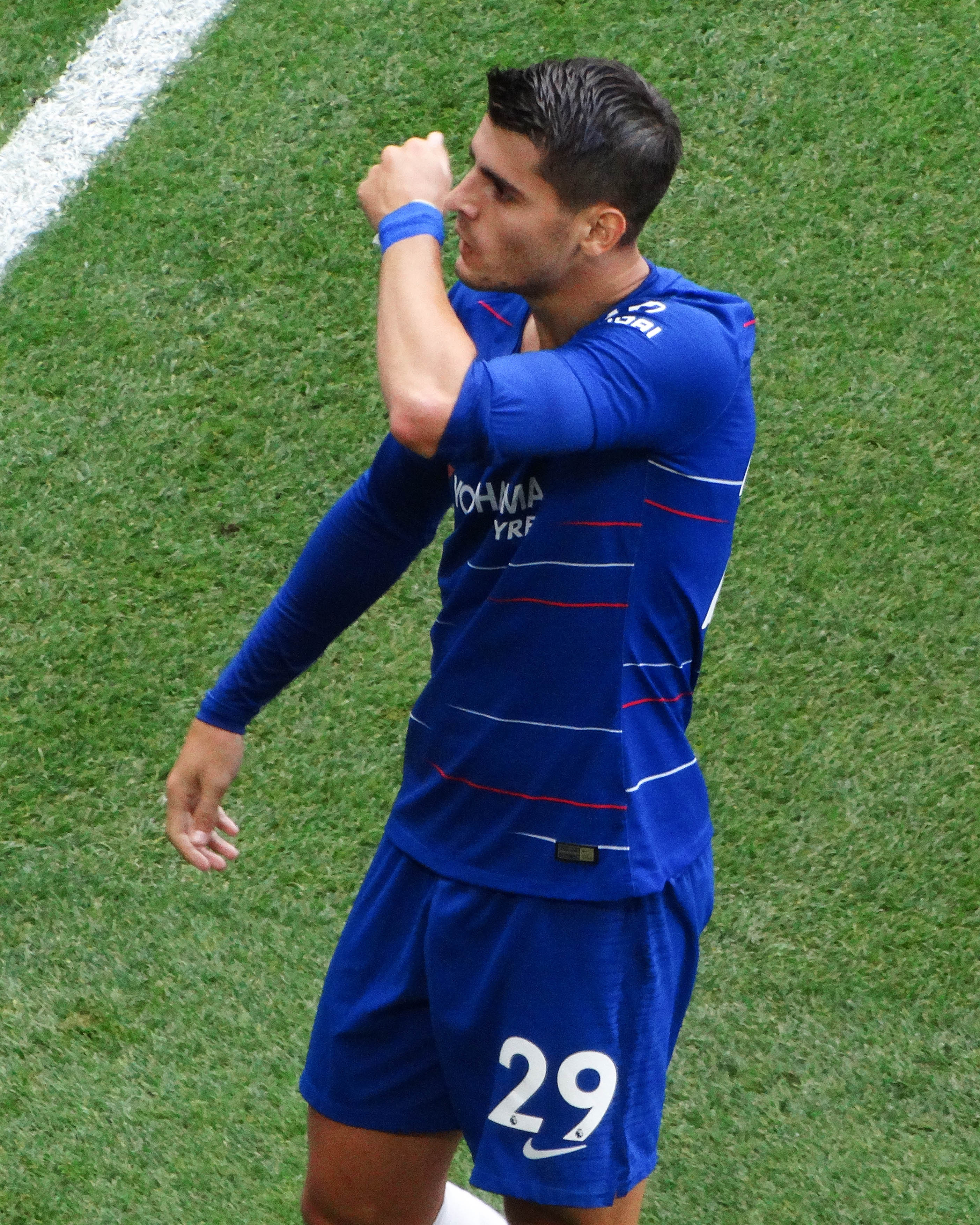
Morata comemorando um gol pelo Chelsea em 2018

No dia 19 de julho de 2017, o Chelsea confirmou que chegou a um acordo com o Real Madrid pela contratação do atacante.
Fez sua estreia oficial na Supercopa da Inglaterra, perdendo um dos pênaltis na decisão, dando o título ao Arsenal. Em sua estreia na Premier League, marcou seu primeiro gol com a camisa dos Blues, na derrota por 3 a 2 para o Burnley. Marcou seu primeiro hat-trick com a camisa do clube inglês no dia 23 de setembro, na goleada por 4 a 0 sobre o Stoke City.
Em sua primeira temporada, o jogador conseguiu garantir bons números, marcando 11 gols durante a Premier League. Morata conquistou a Copa da Inglaterra no dia 19 de maio, seu único título na temporada. Na final contra o Manchester United, o espanhol saiu do banco de reservas e substituiu Olivier Giroud no último minuto da vitória por 1 a 0.

#### 2018–19
Em sua segunda temporada, o jogador não conseguiu prosseguir com a boa fase que o acompanhou no início da sua passagem pelos Blues. Morata balançou as redes somente cinco vezes pela Premier League, e a torcida demonstrava ativamente seu descontentamento com o desempenho do centroavante. Álvaro, que durante sua passagem pela Inglaterra ficou de fora da Copa do Mundo de 2018, também disse estar "infeliz" no Chelsea. Posteriormente, o jogador relembraria sua passagem em Londres e definiria como "o pior momento de sua carreira".

### Atlético de Madrid

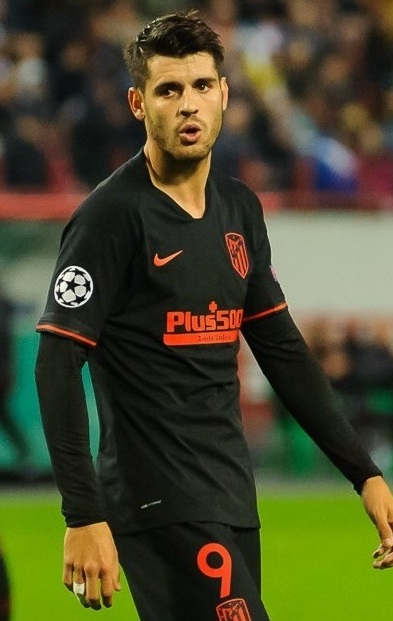
Morata pelo Atlético em 2019

No dia 28 de janeiro de 2019, Morata foi emprestado ao Atlético de Madrid por 18 meses. Posteriormente, no dia 6 de julho, foi adquirido em definitivo. No entanto, Álvaro jogará mais um ano por empréstimo no clube e ao fim do contrato, em 1 de julho de 2020, o time espanhol o comprará definitivamente junto ao clube londrino. De acordo com a imprensa espanhola, os valores devem girar na casa dos 65 milhões de euros (R$ 280 milhões).
Na equipe de Madrid, o jogador marcou seis gols e fez com que o time terminasse a La Liga de 2018–19 na 2ª colocação.

#### 2019–20
Em sua segunda temporada, Morata continuou atuando em grande nível atingindo a marca de 12 gols anotados em 34 partidas pelo Atlético durante a La Liga de 2019–20. Apesar de ter terminado a temporada sem título algum, o jogador conseguiu atrair novamente a atenção para seu futebol a nível pessoal, e saiu da equipe espanhola para retornar à Itália.

### Retorno à Juventus

#### 2020–21

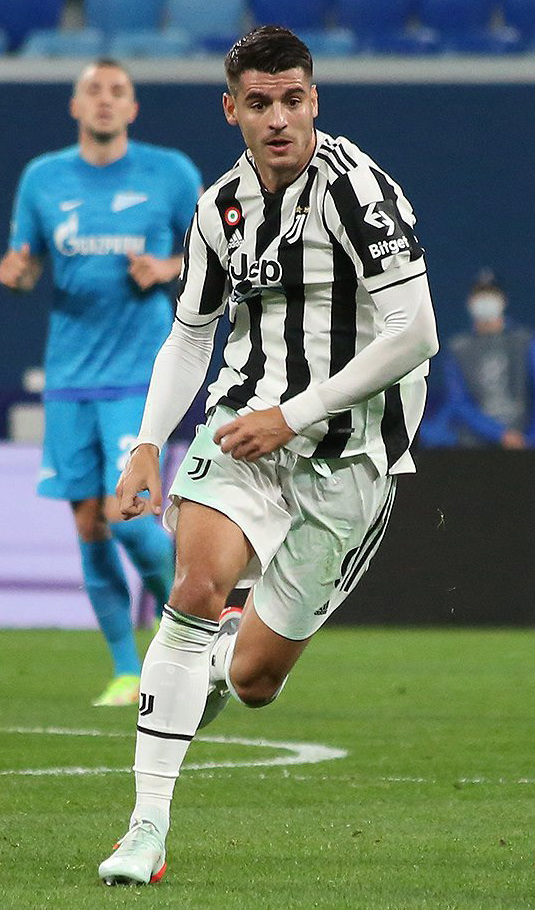
Morata pela Juventus.

No dia 22 de setembro de 2020, Morata foi emprestado a Juventus até o fim da temporada. De acordo com a ESPN, o valor foi de 9 milhões de euros (R$ 57,3 milhões).
Em seu retorno à cidade de Turim, Álvaro reconquistou o espaço de centroavante titular da equipe, como havia sido anos antes. Lá, o espanhol conquistou novamente a Copa da Itália e a Supercopa da Itália. Apesar de não ter garantido o título da Serie A, o jogador foi um dos destaques da equipe marcando 11 gols e dando oito assistências em 32 partidas.[carece de fontes?]

#### 2021–22
O jogador, que retornaria ao Atlético de Madrid, teve seu contrato de empréstimo renovado pela Velha Senhora e seguiu na equipe italiana até o fim daquela temporada.
Durante a temporada, Morata teve números mais modestos. O jogador não conquistou títulos, ainda que tenha disputado duas finais nacionais, a Supercopa e a Copa da Itália. Morata marcou apenas nove gols na Serie A, dois a menos que na temporada anterior.[carece de fontes?]

### Retorno ao Atlético de Madrid

#### 2022–23
Após duas temporadas na Itália, o espanhol retornou ao Atlético de Madrid.
Em seu retorno, o centroavante teve um começo positivo, marcando dois gols na primeira rodada da La Liga de 2022–23 contra o Getafe. Contudo, apesar de ter disputado todas as competições na temporada, o jogador terminou ela sem levantar nenhum troféu. Seu principal destaque foi na própria Liga Espanhola, pois lá conseguiu balançar a rede em 13 oportunidades e ajudou sua equipe a terminar na 3ª colocação.

#### 2023–24
Recomeçando a La Liga, o jogador obteve bastante destaque marcando cinco gols nos primeiros seis jogos na competição, incluindo um doblete diante o Real Madrid na sexta partida. Ao longo de sua passagem de destaque na época, o atacante espanhol viria a fazer um hat-trick contra o Girona em uma derrota por 4 a 3 na 19ª rodada. Na ocasião, o time catalão brigava ativamente pela primeira posição na tabela, enquanto o Atléti tentava se firmar com uma vaga direta à Liga dos Campeões.
Em 32 partidas, Morata marcou 15 gols e ficou nove tentos atrás de empatar com o artilheiro Artem Dovbyk na La Liga daquela época. A equipe alcançou a quarta posição na tabela e o clube de Diego Simeone disputaria novamente a Champions League da temporada seguinte.
Morata alcançou a semifinal da Copa del Rey e da Supercopa da Espanha. Na primeira, marcou um dos quatro gols na vitória diante o Real Madrid nas oitavas de final. O atacante não marcou mais gols e viu o Atléti perder as duas partidas das meias-finais para o Athletic Club. Na segunda competição, ele foi eliminado pelos Merengues já na primeira partida pelo placar de 5 a 3.
Álvaro obteve muito destaque também na Liga dos Campeões da UEFA de 2023–24. Em seis partidas da Fase de Grupos, marcou cinco gols e deu uma assistência em jogos diante o Celtic e o Feyenoord Rotterdam. Após o clube se classificar às oitavas, o time eliminou a Inter de Milão, mas padeceu no jogo seguinte ao Borussia Dortmund sem gols do centroavante.
Morata terminou sua temporada em alta. Além de ter sido convocado para Seleção Espanhola para disputar a Euro 2024, onde se sagrou campeão como capitão, o atacante terminou sua época com bons números individuais pelo Atlético. Em 48 partidas, ele chegou a marca de 21 gols. Com tais números, conseguiu fazer dessa a sua temporada com mais bolas na rede.
Enquanto ainda estava com as cores do clube da capital da Espanha, o jogador afirmou que era "difícil ser feliz" estando no futebol local. Esse desabafo veio poucos meses antes do jogador deixar a cidade para rumar novamente à Itália, e nessa mesma entrevista deixou claro que o futuro na Seleção e no clube eram incertos:
| “                                    | Na Espanha, é difícil para eu ser feliz. Sem dúvida (sou mais feliz fora). Já disse isso muitas vezes. Acima de tudo, porque as pessoas me respeitam. Na Espanha não há respeito por nada nem por ninguém. Outro dia as pessoas disseram que eu estava chorando [na linha lateral] porque recebi um cartão amarelo. Que absurdo! Estava chorando porque meu país, comigo como capitão, tinha chegado às semifinais. Eu nunca poderia criticar alguém que estava chorando por causa disso. Mas eu sou criticado até quando cortei minha mão para ganhar a Euro. No futebol, nada é certo. [Permanecer no Atlético] é a minha opinião do fundo do coração, mas, como sempre digo, às vezes, para mim, estar na Espanha é difícil. Estou cansado de falarem que estou me fazendo de vítima, que estou reclamando... Só quero que isso termine da melhor maneira possível e aproveitar, porque este (Euro 2024) pode ser meu último torneio com a seleção espanhola. | ” |
| — Morata antes de deixar o Atlético. | |   |

### Milan
Morata foi anunciado como reforço do Milan no dia 19 de julho de 2024, chegando sem custos e assinando por quatro temporadas com o clube italiano.
Na sua primeira temporada com o time italiano, o jogador fazia boas performances; tendo marcado um gol na estreia da Série A contra o Torino, vindo mais um tento diante o Lecce na sexta rodada. Por fim, havia também conseguido fazer um gol no Real Madrid na Liga dos Campeões.
Todavia, após o jogo que marcou gol contra os espanhóis, o atleta estava treinando com o clube para mais uma partida da Liga Italiana quando, após um choque com o zagueiro Strahinja Pavlović, o atacante sofreu um "traumatismo craniano significativo". Assim, foi atendido imediatamente e levado ao hospital.

### Galatasaray
No dia 2 de fevereiro de 2025, Álvaro Morata foi anunciado como novo reforço do Galatasaray, da Turquia. O jogador deixou o Milan, por empréstimo, após menos de um ano na Itália. O empréstimo terá duração de um ano, válido até janeiro de 2026. O Galatasaray pagou cerca de 6 milhões de euros (R$ 35,8 milhões) ao clube italiano para contar com o jogador durante esse período. Além do valor do empréstimo, o Galatasaray também tem a opção de pagar 9 milhões de euros (R$ 53,8 milhões) para ter o atacante em definitivo.

## Seleção Nacional

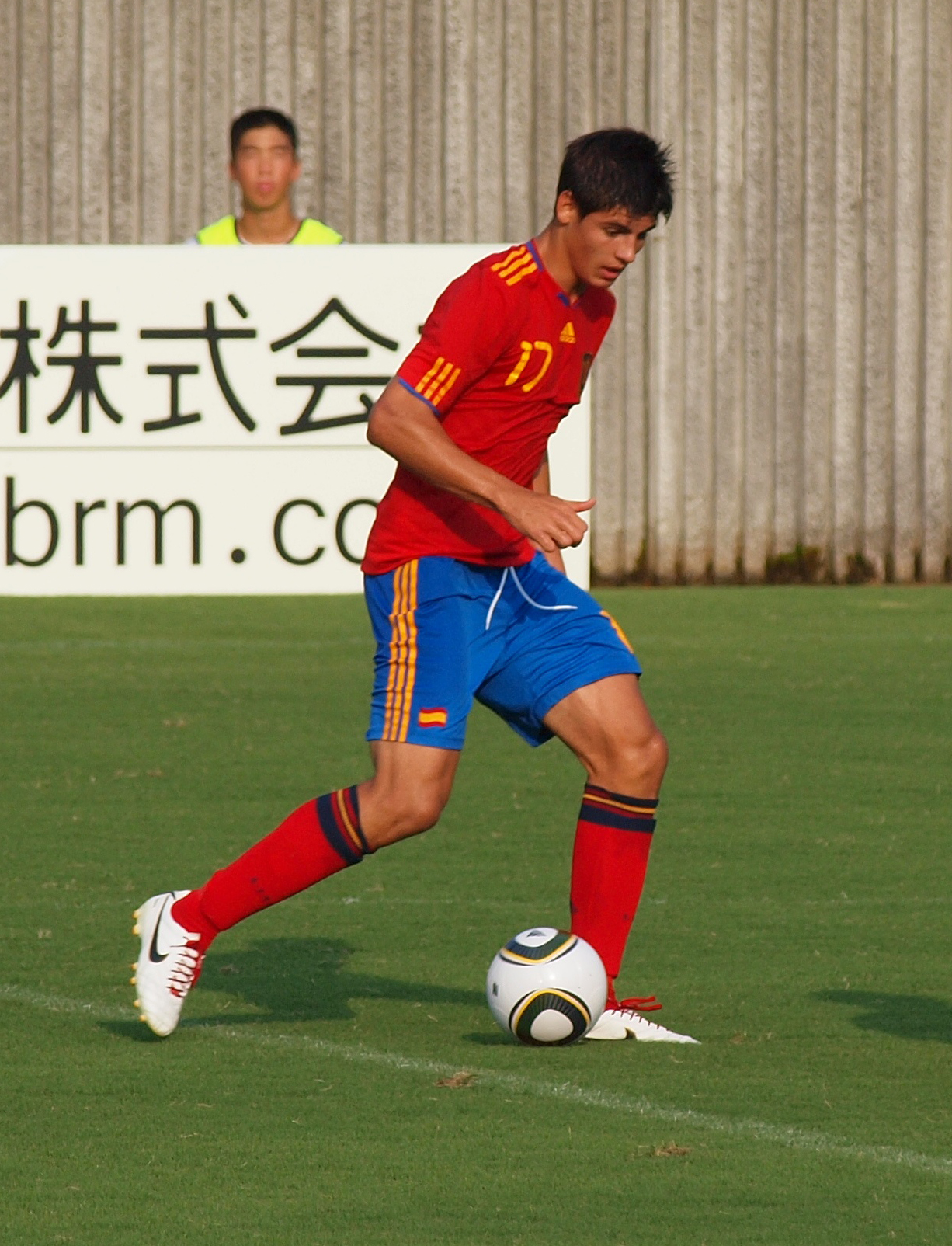
Morata pela Seleção Espanhola Sub-19 em 2010

### Base
Integrou as divisões de base da Seleção Espanhola desde a Sub-17, disputando a Copa do Mundo FIFA Sub-17 de 2009, a Eurocopa Sub-19 de 2011 e a Eurocopa U-21 de 2013. Nesta duas últimas, a Espanha sagrou-se campeã, com Morata sendo o artilheiro de ambas.

### Principal
Na Seleção Espanhola principal, Morata estreou no dia 15 de novembro de 2014 contra a Bielorrússia, pelas Eliminatórias para a Euro 2016. Na mesma competição, em 27 de março de 2015, o atacante marcou seu primeiro gol pela Seleção, o único gol da vitória sobre a Ucrania, em Sevilha.

### Eurocopa de 2016 e 2021
Convocado por Vicente del Bosque para a Eurocopa de 2016, Morata foi titular e marcou três gols nas quatro partidas disputadas da Espanha, que acabou sendo eliminada pela Itália nas oitavas de final. Por decisão do treinador Julen Lopetegui, acabou ficando de fora da Copa do Mundo de 2018.
No dia 24 de maio de 2021, foi convocado por Luis Enrique e esteve na lista dos 26 espanhóis que disputaram a Euro 2020, realizada com um ano de atraso devido à pandemia de COVID-19. Morata marcou três gols nas seis partidas da Seleção Espanhola, que acabou sendo eliminada novamente pela Itália, dessa vez nas semifinais.

### Copa do Mundo de 2022
Em 15 de novembro de 2022, foi convocado para a Copa do Mundo realizada no Catar. Em seu primeiro mundial disputado, o atacante teve boas atuações e marcou três gols nas quatro partidas da Espanha, que acabou eliminada pelo Marrocos nas oitavas de final.

### Capitão
No dia 21 de março de 2023, após ser convocado para o novo ciclo da Seleção Espanhola, agora comandada por Luis de la Fuente, Morata, aos 30 anos, foi nomeado como o novo capitão da Fúria. Em maio de 2024, na estreia da Espanha na Eurocopa, o centroavante teve boa atuação e marcou o gol que abriu o placar na vitória por 3 a 0 contra a Croácia.
Atualmente ele é frequentemente convocado para a Seleção da Espanha, porém normalmente reserva do atacante Oyarzabal, tanto que na final da Nations League, em que perdeu para Portugal ele foi reserva do jogador antes citado.

## Títulos
Real Madrid
- Copa do Rei: 2010–11 e 2013–14
- La Liga: 2011–12 e 2016–17
- Supercopa da Espanha: 2012
- Liga dos Campeões da UEFA: 2013–14 e 2016–17
- Supercopa da UEFA: 2016
- Copa do Mundo de Clubes da FIFA: 2016

Juventus
- Serie A: 2014–15 e 2015–16
- Copa da Itália: 2014–15, 2015–16 e 2020–21
- Supercopa da Itália: 2020

Chelsea
- Copa da Inglaterra: 2017–18
- Liga Europa da UEFA: 2018–19

Milan
- Supercopa da Itália: 2024

Galatasaray
- Süper Lig: 2024–25
- Copa da Turquia: 2024–25

Seleção Espanhola
- Campeonato Europeu Sub-19: 2011
- Campeonato Europeu Sub-21: 2013
- Liga das Nações da UEFA: 2022–23
- Eurocopa: 2024

### Prêmios individuais
- Equipe do torneio do Campeonato Europeu Sub-19 de 2011[74]
- Chuteira de ouro do Campeonato Europeu Sub-19 de 2011[74]
- Equipe do torneio do Campeonato Europeu Sub-21 de 2013[75]
- Chuteira de ouro do Campeonato Europeu Sub-21 de 2013[76]
- Equipe da temporada da Liga dos Campeões da UEFA de 2014–15[77]
- 71º melhor jogador do ano de 2016 (The Guardian)[78]
- 46º melhor jogador do ano de 2016 (Marca)[79]

### Artilharias
- Campeonato Europeu Sub-19 de 2011 (6 gols)
- Campeonato Europeu Sub-21 de 2013 (4 gols)
- Supercopa da Itália de 2020 (1 gol)